# María Cecilia Rivara
María Cecilia Rivara es una ingeniera matemática e investigadora chilena, reconocida por sus contribuciones en el campo de la generación de mallas geométricas y algoritmos numéricos. Actualmente es profesora titular y del departamento de Ciencias de la Computación de la Universidad de Chile.Fue la primera mujer titulada de la carrera de Ingeniería Matemática en la Facultad de Ciencias Físicas y Matemáticas de la Universidad de Chile, en el año 1973. 

## Biografía
Cursó sus estudios escolares en el Liceo de Niñas N°4, Paula Jaraquemda de Recoleta. Obtuvo su título de ingeniera Matemática en la Universidad de Chile. Tiene un magíster en Ingeniería  y un doctorado. en Ciencias Aplicadas, ambos en la Universidad Católica de Lovaina. 

## Carrera profesional
La académica ha dedicado su carrera a la investigación en el campo de la computación científica, destacándose por sus contribuciones en diversos temas: generación de mallas geométricas, métodos numéricos y modelación geométricas, algoritmos paralelos, visualización científica y computación gráfica, aplicaciones multidisciplinarias, estudio teórico de algoritmos.
Se desempeña como profesora titular del departamento de Ciencias de la Computación de la Universidad de Chile

### Divulgación
Ha sido invitada a encuentros matemáticos de renombre, como los realizados en el Mathematical Center of Oberwolfach (Alemania), enfocados en métodos multimalla. También participó en el encuentro sobre "Métodos auto-adaptativos para ecuaciones diferenciales parciales".

## Algoritmos de Rivara
El Algoritmo de Rivara es una técnica innovadora para el refinamiento de mallas triangulares en el contexto del método de elementos finitos (FEM). Este método se basa en la bisección del lado más largo de los triángulos seleccionados, permitiendo subdivisiones precisas y adaptativas. Esta técnica ha sido adoptada en diversas disciplinas científicas y de ingeniería a nivel global.

### Principios del Algoritmo
- Subdivide los triángulos de una malla refinando el lado más largo, lo que garantiza una triangulación regular y conformante.
- Permite un refinamiento localizado y eficiente, adaptándose a las necesidades específicas de cada problema.

### Impacto en métodos numéricos
Los algoritmos de refinamiento de Rivara han sido generalizados y/o usados para producir resultados teóricos en métodos numéricos, tales como:
- Desarrollo de métodos de multimallas sobre triangulaciones no estructuradas (Hackbush, Springer Verlag, 1985).[5]
- Desarrollo de estimadores del error para métodos de elementos finitos adaptativos (Babuska et al, Finite Element in Analysis an Design, 1987).[6]
- Ajuste de superficies mediante splines de Powell-Sabin adaptivos (Dierckx et al, IMA Journal on Numerical Analysis, 1992).[7]
- Desarrollo de algoritmos paralelos de refinamiento (Jones y Plassmann, Argonne National Laboratory, 1995).[8]

## Publicaciones destacadas
A continuación, se destacan algunas de las publicaciones destacadas de la académica incluidas en su perfil de google académico:
- Rivara, María Cecilia (1984). «Mesh refinement processes based on the generalized bisection of simplices». SIAM Journal on Numerical Analysis 21 (3): 604-613.
- Rivara, Cecilia; Rodríguez, Pedro. «Multithread parallelization of lepp-bisection algorithms». Applied Numerical Mathematics 62 (4): 473-488.
- Rivara, Cecilia; Azócar, David; Elgueta, Marcelo (2010). «Automatic LEFM crack propagation method based on local Lepp–Delaunay mesh refinement». Advances in Engineering Software 41 (2): 111-119.
- Rivara, María Cecilia; Plaza, Ángel (2003). «Mesh Refinement Based on the 8-Tetrahedra Longest-Edge Partition.». 67-78.
- Rivara, María Cecilia (2010). «Review on longest edge nested algorithms». Numerical Mathematics and Advanced Applications 2009: 763-770.